# KLM

Koninklijke Luchtvaart Maatschappij N.V. (Royal Dutch Airlines), poznatiji po svojim inicijalima KLM, zračni je prijevoznik iz Nizozemske. KLM ima sjedište u Amstelveenu u blizini zračne luke Shiphol, Amsterdam. KLM sa svojim putničkim i teretnim zrakoplovima lete prema više od 130 destinacija širom svijeta. Najstariji je zračni prijevoznik u svijetu koji još uvijek djeluje pod istim imenom od svog osnutka. KLM ima preko 30 tisuća zaposlenih.
U svibnju 2004. KLM se spojio s Air Francom pri čemu je formirana grupacija - Air France-KLM čije sjedište je u zračnoj luci Charles de Gaulle, Pariz. Oba prijevoznika su nastavila poslovati pod svojim starim nazivima kao podružnice novonastale grupacije. Air France i KLM su članovi udruženja SkyTeam, drugog najvećeg udruženja zračnih prijevoznika u svijetu.

## Povijest
KLM je osnovao Albert Plesman 1919. godine. Uz posebno dopuštenje kraljice Wilhelmine u naziv je uvršten pridjev "kraljevski" (royal). Prvi let je ostvaren 17. svibnja 1920. Bio je to let od Londona do Amsterdama. Te godine su prevezli ukupno 440 putnika i 22 tone tereta te je uslijedila zimska pauza. KLM je svoj prvi interkontinentalni let imao 1. listopada 1924. Krajnje odredište je bila Jakarta. Prvi prekooceanski let je ostvaren u prosincu 1934., a odredište je bio otok Curaçao.
Naftna kriza 1973. uzrokovala je poteškoće u KLM-u koji je bio prisiljen potražiti pomoć države u saniranju nastalih dugova. U zamjenu za financijsku pomoć Vlada Nizozemske je povećala svoj udjel u KLM-u na 78%.
KLM je 1989. godine kupio 20% udjela u američkom zračnom prijevozniku Northwest Airlines. Njihovo partnerstvo je trajalo sve dok Northwest Airlines nije pripojen Delta Air Linesu u siječnju 2010.

## Flota
KLM flota se sastoji od sljedećih zrakoplova (1. siječnja 2016.):
* C, Y+ i Y su kodovi koji označavaju klasu sjedala u zrakoplovima, a određeni su od strane Međunarodne udruge za zračni prijevoz. 

## Korporativna ulaganja
Kroz svoju povijest KLM je kupovao i prodavao udjele u raznim tvrtkama, a trenutno posjeduje:
| Tvrtka                  | Država                 | % vlasništva |
| ----------------------- | ---------------------- | ------------ |
| Cobalt Ground Solutions | Ujedinjeno Kraljevstvo | 60%          |
| Cygnific                | Netherlands            | 100%         |
| EPCOR                   | Netherlands            | 100%         |
| High Speed Alliance     | Netherlands            | 5%           |
| Kenya Airways           | Kenija                 | 27%          |
| KLM Asia                | Taiwan                 | 100%         |
| KLM Catering Services   | Nizozemska             | 100%         |
| KLM Cityhopper          | Nizozemska             | 100%         |
| KLM Cityhopper UK       | Ujedinjeno Kraljevstvo | 100%         |
| KLM Equipment Services  | Nizozemska             | 100%         |
| KLM Financial Services  | Nizozemska             | 100%         |
| KLM Flight Academy      | Nizozemska             | 100%         |
| KLM Health Services     | Nizozemska             | 100%         |
| KLM UK Engineering      | Ujedinjeno Kraljevstvo | 100%         |
| Martinair               | Nizozemska             | 100%         |
| Schiphol Logistics Park | Nizozemska             | 53%          |
| transavia.com           | Nizozemska             | 100%         |
| transavia.com France    | Francuska              | 40%          |

## Unutarnje poveznice
Najveće svjetske zrakoplovne tvrtke